# Callianassa tyrrhena
Callianassa tyrrhena är en kräftdjursart som först beskrevs av Vincenzo Petagna 1792.  Callianassa tyrrhena ingår i släktet Callianassa och familjen Callianassidae. Arten har ej påträffats i Sverige. Inga underarter finns listade i Catalogue of Life.

## Bildgalleri

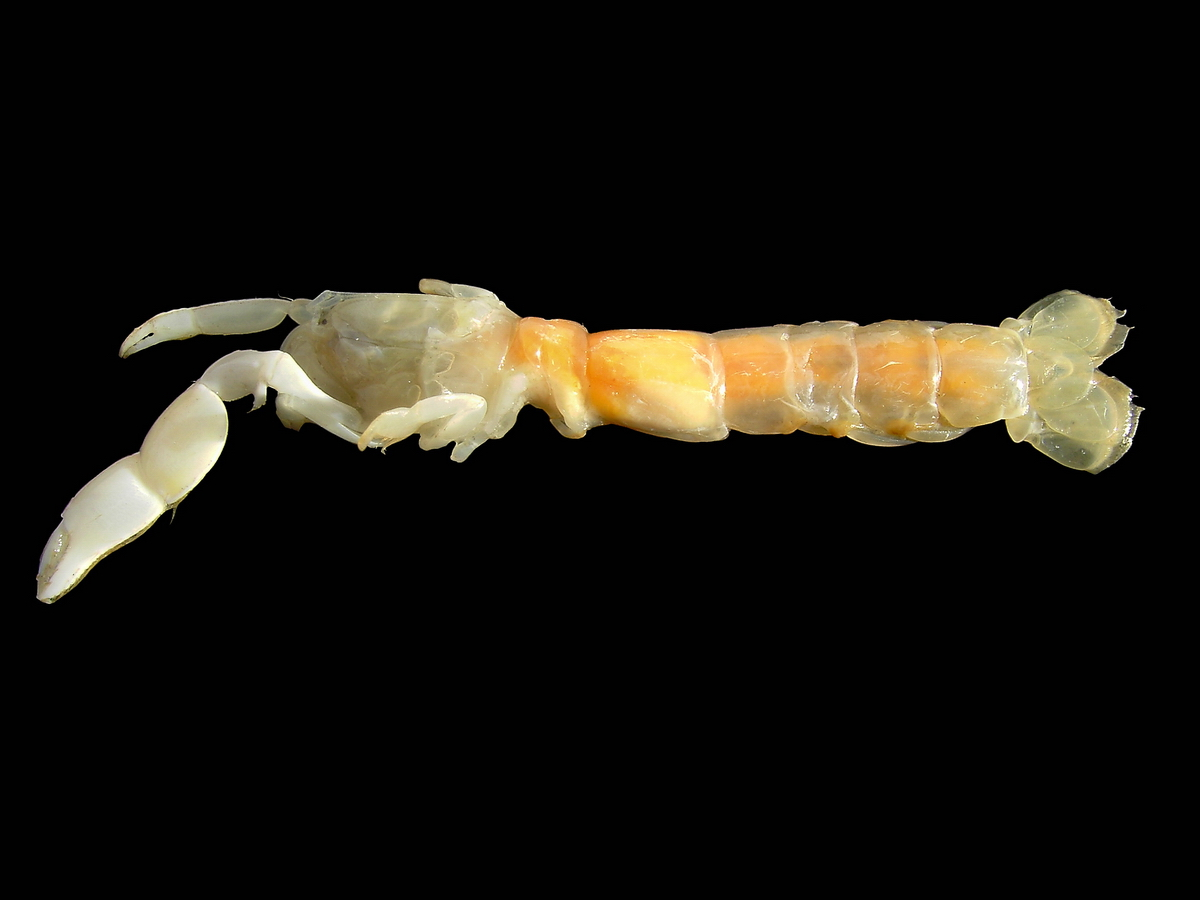